# Niki Caro
Nikola Jean (Niki) Caro (Wellington, 1967) is een Nieuw-Zeelandse filmregisseur en scenarioschrijfster. 

## Biografie
Niki Caro werd in 1967 geboren in de Nieuw-Zeelandse hoofdstad Wellington. Ze studeerde in Auckland aan Kadimah College en Diocesan School for Girls. In 1988 behaalde ze een bachelordiploma aan de Universiteit van Auckland. Nadien behaalde ze ook een postgraduaat in de filmrichting van de Swinburne University of Technology in Melbourne.
Aanvankelijk had Caro een interesse in metaalsculpturen, maar uiteindelijk koos ze ervoor om een filmcarrière uit te bouwen. Ze leerde zichzelf heel wat over film door zich te verdiepen in verschillende boeken over het medium. Haar eerste scripts liet ze door haar moeder uittypen op haar werk.
Caro is getrouwd met architect Andrew Lister, met wie ze twee dochters kreeg.

## Carrière
Ze maakte haar regiedebuut in de reclamesector. Zo regisseerde ze reclamespots voor onder meer Nike en Tower Insurance. In 1994 regisseerde ze Sure to Rise, een korte film die voor de Palme d'Or genomineerd werd op het filmfestival van Cannes. 
In 1998 regisseerde ze haar filmdebuut Memory and Desire, een romantisch drama dat bedoeld was om de cultuur en levensstijl van Nieuw-Zeeland in de kijker te plaatsen. De film, over een Japans koppel dat op huwelijksreis is in Nieuw-Zeeland, werd geen financieel succes. Desondanks sleepte de prent in 1999 de juryprijs voor beste film in de wacht op de New Zealand Film Awards.
Enkele jaren later brak Caro door met Whale Rider (2002), een verfilming van de gelijknamige roman van schrijver Witi Ihimaera. De film werpt een blik op de Maori's en volgt een twaalfjarig Maori-meisje dat leider van haar stam wil worden. Op het Sundance Film Festival werd de prent in 2003 bekroond met de publieksprijs.
In 2005 regisseerde ze North Country, dat gebaseerd was op het boek Class Action: The Story of Lois Jenson and the Landmark Case That Changed Sexual Harassment Law van schrijfsters Clara Bingham en Laura Leedy Gansler. De film is gedeeltelijk gebaseerd op waargebeurde feiten en volgt een mijnwerkster die een rechtszaak begint wanneer ze op de werkvloer het slachtoffer wordt van seksuele intimidatie en ongewenste intimiteiten. De prent leverde actrices Charlize Theron en Frances McDormand een Oscarnominatie op.
Vier jaar later regisseerde Caro in Nieuw-Zeeland het romantisch drama The Vintner's Luck (2009) (ook bekend onder de titel A Heavenly Vintage). De film was gebaseerd op de gelijknamige roman van auteur Elizabeth Knox. In 2015 filmde ze voor Disney het sportdrama McFarland, USA. In die film staat een succesvol veldloopteam dat uit hoofdzakelijk Latijns-Amerikanen bestaat centraal.

## Filmografie
- Memory and Desire (1998)
- Whale Rider (2002)
- North Country (2005)
- The Vintner's Luck (2009)
- McFarland, USA (2015)
- The Zookeeper's Wife (2017)
- Mulan (2020)
- The Mother (2023)